# James Hamilton, 1. Viscount Claneboye
James Hamilton, 1. Viscount Claneboye (* 1559 in Dunlop, Ayrshire; † 24. Januar 1644) war ein schottischer Adliger, der in Irland große Ländereien und die Peerswürde erlangte.

## Leben
Er gehörte der Familie Hamilton an und war ein Sohn des Reverend Hans Hamilton (1536–1608), Vikar von Dunlop, und der Janet Denham († 1628), Tochter des James Denham, Laird von West Shield in Ayrshire.
1585 schloss er sein Studium an der University of St Andrews als Master of Arts ab. 1587 ging er nach Irland und arbeitete dort als Lehrer. 1593 wurde er einer der ersten beiden Fellows des im Jahr zuvor gegründeten Trinity College der Dublin University und lehrte fortan dort. 1598 wurde er Schatzmeister des Trinity College.
Er diente als Agent für König Jakob VI. von Schottland, den er über die Aktivitäten Königin Elisabeths I. von England in Irland informiert hielt, und warb um irische Unterstützung für den Nachfolgeanspruch Jakobs auf den englischen Thron beim Tod der kinderlosen Elisabeth. Er gab schließlich seine Position beim Trinity College auf und zog an den englischen Königshof nach London, wo er ab August 1600 an den Geheimverhandlungen über die Thronfolge teilnahm. 1603 war er es, der die offizielle Nachricht vom Tod Elisabeths nach Schottland überbrachte.
Er war Presbyterianer. Im November 1605 gewährte König Jakob ihm große Ländereien im County Down, nämlich Claneboye und the Great Ardes, die ihrem bisherigen gälisch-irischen und katholischen Herrn nach einem erfolglosen Aufstand gegen den anglikanischen König aberkannt worden waren. Er warb in seiner schottischen Heimat, insbesondere den Ländereien seiner weitläufigen Verwandtschaft schottische Siedler an, die er zu günstigen Pachtbedingungen auf seine Ländereien nach Irland einlud. Die erste Gruppe dieser Ulster-Schotten traf im Mai 1606 in Irland ein, vier Jahre vor Gründung der Plantation of Ulster. Am 14. November 1609 schlug ihn König Jakob in Royston, Hertfordshire, zum Knight Bachelor. 1611 gründete er eine neue Siedlung um Bangor, wo er lebte. Von 1613 bis 1615 war er Unterhausabgeordneter des irischen Parlaments für den Wahlbezirk County Down. 1617 ließ er die Kirche von Bangor Abbey restaurieren. 1619 war er Commissioner für the Plantation of Longford. Am 4. Mai 1622 wurde er in der Peerage of Ireland zum Viscount Claneboye, in the County of Down, erhoben, und erhielt einen Sitz im Oberhaus des  irischen Parlaments. Am 14. Juli 1634 wurde er in den irischen Kronrat (Privy Counsellor) berufen. 1637 ließ er das Old Custom House am Hafen von Bangor errichten, womit er versuchte, Bangor als wichtigsten Hafen in Ulster zu etablieren. Im April 1642 kommandierte er eine Kavallerieeinheit im Kampf gegen irische Rebellen.
Er starb 1644 und wurde in der Kirche von Bangor Abbey bestattet.

## Ehen und Nachkommen
Er war dreimal verheiratet. In erster Ehe heiratete er Hon. Ursula Brabazon, Tochter des Edward Brabazon, 1. Baron Brabazon. Die Ehe blieb kinderlos. Nach Ursulas Tod heiratete er in zweiter Ehe Penelope Cook († 1625). Die Ehe blieb kinderlos und wurde schließlich geschieden. In dritter Ehe heiratete er Jane Philipps († 1644), Tochter des Sir John Philipps, 1. Baronet (1566–1629). Mit ihr hatte er einen Sohn, James Hamilton († 1659), der ihn 1644 als 2. Viscount Claneboye beerbte und 1647 auch zum Earl of Clanbrassil erhoben wurde.